# Соттаев, Ахия
Ахия Соттаев (карач.-балк. Сотталаны Ахыя) — один из первовосходителей на Эльбрус, первый зарегистрированный восходитель на Западную (высочайшую) вершину Эльбруса. Первый зарегистрированный человек, взошедший на обе вершины Эльбруса. Участвовал в восхождении на Восточную вершина вместе с Дугласом Фрешфильдом. Позже взошёл на Западную вершину, вместе с англичанами во главе с Флоренсом Гроувом. Один из многих в Кабардино-Балкарии почитаемых личностей, имена которых связаны с альпинизмом.

## Биография
Из биографии Ахии Соттаева, как и многих горцев-проводников того времени, известно мало. Родился он в ауле Огъары Басхан (известном в XIX веке как Урусбиево), ныне Верхний Баксан. Балкарец по национальности. Был женат на Татлыхан Джуртубаевой. Могилы Ахии и Татлыхан находятся в верховьях ущелья г. Тырныауз, у развалин старинного аула Кызыл-кёз. Об этом говорят, как пишет П. Рототаев, два скромных надгробных камня. У Ахии Соттаева был сын Хаджи-мырза, а внук Ахии, Адильгерий Соттаев, в 1930—1940 годах отличился во многих спортивных состязаниях на Северном Кавказе, был талантливым исследователем карачаево-балкарского языка, многие годы отсидел в сталинских лагерях за то, что дерзнул написать «отцу народов» о несправедливом выселении балкарского народа из родных мест обитания в далекую Среднюю Азию.

По описанию одного из его спутников на восхождении 1874 года Флоренс Гроува, Соттаев — это уникальный охотник, он видит то, что никто другой не видит, он слышит то, чего другие не слышат, он неутомим, по оценкам англичан, мог бы идти сутками без остановки (и без еды). Но, только не по ледникам и снежникам. Этого он не любит и избегает всеми способами. Последнее утверждение, впрочем, как-то не согласуется с уверенными действиями балкарца в 1868 году, во время восхождения Дугласа Фрешфильда. Вот что пишет Гроув:
«…этот замечательный охотник деревни Урусбиево, по всей вероятности, более всех других успел ознакомиться с окружающими долинами и горами … Худощавый, крепкий и сильный, он совершенно свободно поднимался по склонам гор, тогда как в действительности путь его был настолько труден, что обыкновенный человек едва ли в состоянии был Следовать за ним, он же, в случае нужды, не убавляя шага, мог совершить довольно большой переход».

## История восхождений
Первая известная попытка восхождения на гору Эльбрус Ахией Соттаевым была предпринята в 1868 году английскими исследователями под руководством Дугласа Фрешфильда. Восточная вершина была покорена. Любопытные сведения мы находим в дневнике экспедиции Д. Фрешфильда:
«Наши товарищи были вооружены палками, снабженными страшными железными наконечниками около двух футов длины и постепенно суживающимися к концу, а также железными крючьями (самодельные альпинистские „кошки“), которые они привязывают к подошвам, когда приходится взбираться по гладкой поверхности ледника».
Он же писал о балкарцах:
«Они гораздо лучше на ледниках, чем тирольцы …они неутомимые пешеходы»
В своей книге «Центральный Кавказ и Баксан», выпущенной через год в Лондоне, Фрешфильд отозвался о балкарцах и карачаевцах, как об «очень опытных и смелых охотниках, которым было доступно все в окрестных вершинах Большого Кавказа».
В 1874 году Ахия Соттаев провёл на Западную (высочайшую) вершину других английских альпинистов, во главе с Флоренсом Кроуфордом Гроувом. Тем самым Ахия Соттаев стал первым человеком, покорившим Западную вершину Эльбруса, а также первым человеком, покорившим обе вершины.